# 羅寶文
羅寶文（英語：Poman Lo，1979年—），香港女性商人、名媛，羅鷹石家族成員，富豪酒店集團主席羅旭瑞之女，亦為該公司及同系公司世紀城市國際的管理層。

## 生平
羅寶文為香港鷹君集團創辦人羅鷹石之孫女、羅鷹石其中一名兒子羅旭瑞之女。在14歲時曾獲選「香港傑出學生」，15歲便往美國跳級升讀大學，19歲取得杜克大學心理學學士。
畢業後本來想先回到家族企業累積社會經驗，然後當心理醫生，但後來一直打理家族企業。後於父親羅旭瑞旗下的富豪酒店集團擔任副主席兼董事總經理。，2013年起擔任同系公司世紀城市國際的副主席。
曾先後獲選「2014年度香港十大傑出青年」及「2014年度世界十大杰出青年」（商業、經濟和／或企業成就組別代表）。
羅寶文養有十多隻寵物犬，2005年以一隻名為寶狄（Bodhi）的寵物犬形象，創立動畫品牌寶狄與好友（Bodhi and Friends）。
曾被傳媒形容為樣貌與臺灣女藝人侯佩岑相似。

## 個人生活
羅寶文保持單身多年。

## 公職
- 特首政策組「社會發展專家組」成員[7]
- 香港特區政府「綠色科技及金融發展委員會」委員[7]
- 「聯合國亞洲及太平洋經濟社會委員會」可持續發展企業網路理事 、旗下「可持續發展企業網路（金融專案組）」副主席、「亞太經貿論壇籌委會」主席[7]

## 備註
1. ↑  網上有1979年出生之說，出處不明。按2014年時34歲的報道[2]，1979年或1980年為合理範圍。